# Flughafen Brasília

i7
i11
i13
Der Flughafen Brasília (portugiesisch Aeroporto Internacional de Brasília – Presidente Juscelino Kubitschek, IATA-Code: BSB, ICAO-Code: SBBR) ist der internationale Flughafen der brasilianischen Hauptstadt Brasília. Der nach dem früheren brasilianischen Präsidenten Juscelino Kubitschek benannte Flughafen beherbergt über 130 Geschäfte und vier Theater und gilt als einer der modernsten Flughäfen des Landes. Er ist Drehkreuz der LATAM Airlines Brasil.
Daneben dient er auch als Militärflugplatz; dieser Teil des Flughafens wird von den Luftstreitkräften, der Força Aérea Brasileira (FAB), als Base Aérea De Brasilia bezeichnet.

## Geschichte

### Baugeschichte
Bereits vor der Stadtgründung Brasílias existierte ein Flugplatz namens Vera Cruz, der 1955 durch den Gouverneur von Goiás Bernardo Sayão in Auftrag gegeben wurde. Er bestand damals aus nur einer Sandpiste von 2700 Metern Länge. Ein Jahr später landete Präsident Juscelino Kubitschek, um sich ein Bild von der Gegend zu machen, die für den Hauptstadtbau vorgesehen war.
Mit Fertigstellung der Catetinho, des Amtssitzes des Präsidenten, begannen im benachbarten Lago Sul am 6. November 1956 auch die Bauarbeiten am neuen Flughafen. Bereits am 2. April 1957 landete mit der Maschine des Präsidenten das erste Flugzeug auf dem fertiggestellten Rollfeld. Eine offizielle Eröffnung fand am 3. Mai statt. Im selben Jahr eröffneten die Einrichtungen der brasilianischen Luftstreitkräfte, die mit dem Flughafen zusammenarbeiten.
Anfang der 1990er Jahre erhielt der Flughafen seine heutige Form mit einem zentralen Baukörper und zwei abgetretenen Trakten für den Abflug und die Ankunft. In einem ersten Bauabschnitt weihte man 1992 eine Brücke ein, welche Passagieren den Zugang zu den Terminals ermöglicht. In einem zweiten Abschnitt wurden 1994 der Haupttrakt renoviert und neun Fluggastbrücken hinzugefügt. Infolge der steigenden Fluggastzahlen wurde 2006  eine zweite Start- und Landebahn errichtet.
In den 2000er Jahren erhöhte sich die Anzahl der Passagierabfertigungen auf über siebzehn Millionen im Jahr 2017. Damit war er in diesem Jahr, gemessen an den Passagierzahlen, nach den beiden Flughäfen São Paulo-Guarulhos und São Paulo-Congonhas der drittgrößte Brasiliens.

## Militärische Nutzung
Der militärische Bereich befindet sich östlich des zivilen Terminals zwischen den beiden Start- und Landebahnen. Hier ist das 6. fliegerische Regionalkommando, Sexto Comando Aéreo Regional (VI COMAR) beheimatet, das hier eine Esquadrão mit Transportflugzeugen stationiert hat.
Daneben ist hier das in Bezug auf seine Aufgaben der deutschen Flugbereitschaft vergleichbare Gabinete do Comando da Aeronáutica (GABAER), dem drei fliegende Staffeln mit VIP-Flugzeugen unterstellt sind, eine davon mit Helikoptern.

## Zivile Nutzung

### Verkehrszahlen
| Jahr | Fluggastaufkommen | Luftfracht (Tonnen) (mit Luftpost) | Flugbewegungen |
| ---- | ----------------- | ---------------------------------- | -------------- |
| 2018 | 17.855.163        | 54.081                             | 153.796        |
| 2017 | 16.912.680        | 49.042                             | 148.619        |
| 2016 | 17.947.153        | 36.093                             | 161.167        |
| 2015 | 19.821.796        | 39.480                             | 186.377        |
| 2014 | 18.146.405        | 40.795                             | 183.874        |
| 2013 | 16.489.987        | 43.623                             | 179.656        |
| 2012 | 15.891.530        | –                                  | -              |
| 2011 | 15.398.737        | –                                  | -              |
| 2010 | 14.347.061        | –                                  | -              |
| 2009 | 12.213.825        | –                                  | -              |
| 2008 | 10.443.393        | –                                  | -              |
| 2007 | 11.119.872        | –                                  | -              |
| 2006 | 9.699.911         | –                                  | -              |
| 2005 | 9.426.569         | –                                  | -              |
| 2004 | 9.926.786         | –                                  | -              |
| 2003 | 6.840.843         | –                                  | -              |

### Fluggesellschaften
Der Flughafen Brasília wird von folgenden Gesellschaften bedient:
- Avianca Brazil
- Azul Linhas Aéreas
- Gol Linhas Aéreas
- LATAM Airlines Group
- Passaredo Linhas Aéreas

## Zwischenfälle
- Am 27. September 1961 setzte der Pilot einer SE-210 Caravelle III der brasilianischen VARIG (PP-VJD) (der gerade auf den Flugzeugtyp umgeschult wurde) die Maschine sehr hart noch vor der Landebahn am Flughafen Brasília auf. Auf derselben brach dann das Fahrwerk zusammen. Ein Feuer brach aus, welches das Flugzeug zerstörte. Alle 71 Insassen, neun Besatzungsmitglieder und 62 Passagiere, überlebten den Unfall.[4]

- Am 22. Dezember 1962 wurde eine Convair CV-240-2 der brasilianischen VARIG (PP-VCQ) im Anflug auf den Flughafen Brasília 8,4 Kilometer vor der Landebahn in Bäume geflogen. Durch diesen CFIT (Controlled flight into terrain) kam von den 40 Insassen ein Besatzungsmitglieder ums Leben, die anderen vier sowie alle 35 Passagiere überlebten den Unfall.[5]

- Am 21. Juni 1963 wurde eine Curtiss C-46A-55-CK Commando der brasilianischen VARIG (PP-NBP) bei der Landung auf dem Flughafen Brasília irreparabel beschädigt. Alle Insassen, Besatzungsmitglieder und Passagiere, überlebten den Unfall.[6]

- Am 25. Mai 1982 setzte eine Boeing 737-200 der VASP (PP-SMY) während der Landung auf dem Flughafen Brasília bei Regenwetter mit dem Bugfahrwerk zuerst auf. Das Bugfahrwerk brach, wodurch die Maschine von der Rollbahn abkam und der Rumpf auseinanderbrach. Von den 118 Personen an Bord kamen zwei Passagiere ums Leben.[7]